# Artyom Zvonaryov
Artyom Viktorovich Zvonaryov (tiếng Nga: Артём Викторович Звонарёв; sinh ngày 2 tháng 6 năm 1997) là một cầu thủ bóng đá người Nga thi đấu cho FC Luki-Energiya Velikiye Luki.

## Sự nghiệp câu lạc bộ
Anh có màn ra mắt tại Giải bóng đá chuyên nghiệp quốc gia Nga cho FC Luki-Energiya Velikiye Luki vào ngày 4 tháng 11 năm 2017 trong trận đấu với FC Znamya Truda Orekhovo-Zuyevo.